# Puycasquier
Puycasquier é uma comuna francesa na região administrativa de Occitânia, no departamento de Gers. Estende-se por uma área de 20,14 km². Em 2010 a comuna tinha 455 habitantes (densidade: 22,6 hab./km²).